# On My Way (bài hát của Alan Walker)
"On My Way" là một bài hát của DJ người Na Uy Alan Walker sáng tác cùng ca sĩ người Mỹ Sabrina Carpenter và ca sĩ người Puerto Rico Farruko, được phát hành dưới dạng đĩa đơn vào 21 tháng 3 năm 2019 qua hai hãng đĩa MER và Sony Music. Farruko đã đóng góp một đoạn tiếng Tây Ban Nha cho bài hát.

## Hoàn cảnh ra đời
Bài hát được viết bởi Julia Karlsson, Gunnar Greve, Franklin Jovani Martinez, Marcos G. Pérez, Fredrik Borch Olsen, Jesper Borgen, Øyvind Sauvik, Anders Frøen và Anton Rundberg cùng Alan Walker, Carpenter và Farruko. Việc sản xuất cũng được hoàn thành bởi Walker và Big Fred.
Vào 9 tháng 3 năm 2019, Alan Walker bắt đầu thử bài hát thông qua trang mạng xã hội của anh. Tới 14 tháng 3, Walker đã thông báo ngày phát hành bài hát. Sau thông báo đó, một tin đồn rằng Sabrina Carpenter và Farruko sẽ hợp tác với nhau bài On My Way này. Ngày 19 tháng 3, tin đồn cuối cùng được xác nhận rõ ràng. Đến 20 tháng 3, Walker xác nhận anh cùng đối tác PUBG Mobile sẽ kỉ niệm 1 năm phát hành trò chơi, đây cũng là bài nhạc chủ đề chính ở sự kiện trong game.

## Sáng tác
Bài hát là một dạng EDM có thời lượng 3 phút chứa giai điệu bass thông thường của Walker (ngoài ra có đoạn sáo), nội dung nói về một mối quan hệ không vững.

## Video âm nhạc
Video âm nhạc kèm theo bản phát hành của bài hát, có một nhân vật nữ chính (Susanne Karin Moe thủ vai) tìm kiếm những viên đá huyền bí để giải cứu Trái đất.

## Xếp hạng
| Bảng xếp hạng (2019)                          | Vị trí cao nhất |
| --------------------------------------------- | --------------- |
| Anh Quốc Dance (OCC)                          | 38              |
| Hoa Kỳ Hot Dance/Electronic Songs (Billboard) | 10              |
| Cộng hòa Séc (Singles Digitál Top 100)        | 61              |
| Na Uy (VG-lista)                              | 4               |
| Phần Lan (Suomen virallinen lista)            | 12              |
| Đức (GfK)                                     | 85              |
| New Zealand Hot Singles (RMNZ)                | 31              |
| Norway (VG-lista)                             | 4               |
| Sweden (Sverigetopplistan)                    | 36              |
| Thụy Sĩ (Schweizer Hitparade)                 | 34              |
| Singapore (RIAS)                              | 10              |
| Hungary (Single Top 40)                       | 2               |
| Hungary (Stream Top 40)                       | 28              |
| Malaysia (RIM)                                | 2               |
| Ireland (IRMA)                                | 71              |
| Ba Lan (Polish Airplay Top 100)               | 39              |